# Hobbs Glacier (glaciär i Antarktis, lat -64,28, long -57,48)
Hobbs Glacier är en glaciär i Antarktis. Den ligger i Västantarktis. Argentina, Chile och Storbritannien gör anspråk på området. Hobbs Glacier ligger 99 meter över havet.
Terrängen runt Hobbs Glacier är kuperad åt sydost, men åt nordväst är den bergig. Hobbs Glacier ligger nere i en dal.  Trakten är obefolkad. Det finns inga samhällen i närheten. 